# Конотопский вагоноремонтный завод
Коното́пский вагоноремо́нтный заво́д (укр. Конотопський вагоноремонтний завод) — предприятие по ремонту вагонов, расположенное в городе Конотоп Сумской области Украины.

## История

### 1868—1917
В 1868-1869 гг. были созданы железнодорожные мастерские Курско-Киевской железной дороги, ставшие одним из крупнейших предприятий и (вместе с другими предприятиями железнодорожного узла) способствовавшие ускорению развития города.
Экономический кризис 1900—1903 гг. осложнил положение рабочих железной дороги, и летом 1903 года в Конотопе началась забастовка, в которой приняли участие шесть тысяч работников Конотопского железнодорожного узла (в том числе, рабочих главных железнодорожных мастерских, паровозного депо и других станционных объектов), на подавление которой были направлены две роты пехоты и сотня казаков. Тем не менее, администрация была вынуждена отменить штрафы, увеличить оплату чернорабочим и создать специальную комиссию по обсуждению расценок на подрядные работы.
Рабочие мастерских принимали активное участие в революции 1905—1907 гг., 10 октября 1905 года они присоединились к Октябрьской всероссийской политической стачке, а 28 октября 1905 года — участвовали в выборах и создании на станции Совета рабочих депутатов. Утром 8 октября 1905 года рабочие поддержали начавшуюся в Москве 7 декабря 1905 года забастовку, но 10 декабря 1905 года власти объявили военное положение и ввели на станцию войска, после чего выступления были подавлены.
В 1917 году численность работников мастерских составляла около 2,9 тысяч человек. После Февральской революции 5 — 7 марта 1917 года на станции Конотоп был избран Совет рабочих депутатов, который принял решение о введении в главных железнодорожных мастерских, вагонном депо и остальных службах железнодорожного узла восьмичасового рабочего дня. В первой половине марта 1917 года на станции была создана рабочая дружина (командиром которой был избран слесарь ж.д. мастерских И. М. Петриченко), дружина взяла под охрану станцию, железнодорожные мастерские, депо и железнодорожный мост через реку Сейм.
2 ноября 1917 года в городе была установлена Советская власть, однако 28 ноября 1917 года прибывшие на станцию войска УНР заняли Конотоп. Они были изгнаны из города в результате восстания, организованного Конотопским комитетом РСДРП(б) в ночь с 9 на 10 января 1918 года.

### 1918—1991
В январе 1918 года мастерские были национализированы, комиссаром предприятия стал Н. Ковалёв.
В связи с приближением к городу немецко-австрийских войск, оборудование мастерских было эвакуировано в Курск, из рабочих мастерских были сформированы отряды Красной гвардии (командирами которых стали П. И. Новиков, И. М. Петрушенко и А. И. Коломийцев).
После оккупации Конотопа австро-немецкими войсками в марте 1918 года в городе действовало коммунистическое подполье, среди участников которого были работники мастерских, в состав подпольного уездного комитета и военно-революционного комитета от железнодорожных мастерских вошли В. И. Арбузов и Х. П. Маляров, по нелегальным каналам из Москвы и Курска к подпольщикам поступало оружие, литература и иная помощь.
19 июля 1918 года рабочие мастерских присоединились к Всеукраинской железнодорожной стачке.
В октябре 1918 года представитель мастерских У. Р. Стоян участвовал в работе 2-го съезда КП(б)У.
В ноябре 1918 года немецкие оккупационные войска покинули Конотоп, который в дальнейшем оказался в зоне боевых действий гражданской войны.
19 января 1919 года вместе с частями РККА в боях за город участвовал Конотопский партизанский отряд (командир — Г. С. Бибик), в составе которого были рабочие железнодорожных мастерских.
После восстановления в городе Советской власти мастерские возобновили работу, но в связи с приближением к городу наступавших частей армии Деникина оборудование мастерских было вывезено в Брянск, а рабочие вступили в РККА.
После восстановления 25 ноября 1919 года в городе Советской власти началось восстановление железнодорожного хозяйства, для организации работы в цеха были направлены коммунисты и комсомольцы, к 1922 году мастерские вышли на 25 % от объема производства довоенного 1913 года.
После окончания гражданской войны и в ходе индустриализации СССР мастерские были реконструированы, и в 1929 году получили название Конотопский паровозовагоноремонтный завод. Здесь были построены новые цеха, установлены новые станки, а численность рабочих увеличилась до 7 тысяч человек.
После начала Великой Отечественной войны завод начал выпуск продукции военного назначения. В дальнейшем, с сентября 1941 года до 6 сентября 1943 года Конотоп был оккупирован немецкими войсками. При отступлении гитлеровцы взорвали все промышленные предприятия (в том числе, паровозоремонтный завод), однако восстановление предприятия началось немедленно после освобождения города.
Показатели 4-го пятилетнего плана восстановления и развития народного хозяйства СССР (1946—1950) завод выполнил досрочно.
1 августа 1959 году слесарь завода М. Л. Краснянский стал Героем Социалистического Труда.
С 1974 года именуется Конотопский вагоноремонтный завод.
В целом, в советское время завод входил в число крупнейших предприятий города, на балансе предприятия находился заводской Дом культуры и другие объекты социальной инфраструктуры.

### После 1991
После провозглашения независимости Украины Кабинет министров Украины отменил решение о строительстве блока очистки литейного цеха Конотопского вагоноремонтного завода (предусмотренного в соответствии с 13-м пятилетним планом развития народного хозяйства СССР).
В марте 1995 года Верховная Рада Украины включила завод в перечень предприятий и организаций Украины, которые не подлежат приватизации в связи с общегосударственным значением.
В середине 2000-х годов по инициативе киевской компании ООО "НПП «Укрпромвнедрение» началась процедура банкротства завода. В начале 2006 года этот процесс трансформировался в мировое соглашение, которое подразумевало обмен требований кредитора на активы должника. В результате данной операции в собственность компании перешли все основные активы завода общей стоимостью 26 млн. гривен (полная стоимость всех активов завода в это время составляла свыше 30 млн гривен). В октябре 2008 года в составе завода остались ковочно-прессовый (производит комплектующие для вагонов — муфты, фланцы, валы и т. д.) и литейный цеха (тормозные колодки, угольники для отопления, муфты и т. д.), а также непроизводственные активы (два общежития, АТС, стирочная, компрессорная и канализационно-насосная станции).

## Современное состояние
27 августа 2015 года компания "Индустриальная группа Бета" объявила о покупке вагоноремонтного завода. Были обещаны иностранные инвестиции, рабочие места. Обещания были даны скорее всего с целью без проблемной покупки предприятия. Вскорости завод полностью закрылся. На начало 2020 года большинство зданий разрушено, предприятие активно разбирается на металлолом.